# Xã Grant, Quận Page, Iowa
Xã Grant (tiếng Anh: Grant Township) là một xã thuộc quận Page, tiểu bang Iowa, Hoa Kỳ. Năm 2010, dân số của xã này là 5.577 người.